# فيسنتي إنريكه وتارانكون
فيسنتي إنريكه وتارانكون (بالإسبانية: Vicente Enrique y Tarancón)‏ (و. 1907 – 1994 م) هو كاهن كاثوليكي إسباني، ولد في بريانة، كان عضوًا في الأكاديمية الملكية الإسبانية، توفي في بلنسية، عن عمر يناهز 87 عاماً.

## مناصب
تولى منصب كاردينال (1969–1994)
- مطران طليطلة  [لغات أخرى]‏ (1969–1971)
- Roman Catholic Archbishop of Oviedo  [لغات أخرى]‏ (1964–1969)
- Roman Catholic Bishop of Solsona  [لغات أخرى]‏ (1945–1964).

## روابط خارجية
- فيسنتي إنريكه وتارانكون على موقع مونزينجر (الألمانية)